# B'z (album)
B'z è il primo ed eponimo album in studio del gruppo musicale giapponese B'z, pubblicato nel 1988.

## Tracce
1. Dakara Sono Te wo Hanashite (だからその手を離して) - 3:49
2. Half Tone Lady - 3:36
3. Heart Mo Nureru Number ~Stay Tonight~ (ハートも濡れるナンバー ～stay tonight～) - 4:39
4. Yuube no Crying (This Is My Truth) (ゆうべの Crying ～This is my truth～) - 5:30
5. Nothing To Change - 4:37
6. Kodoku ni Dance in Vain (孤独に Dance in vain) - 4:54
7. It's Not a Dream - 3:56
8. Kimi o Dakitai (君を今抱きたい) - 4:13
9. Fake Lips - 4:39

## Formazione
- Koshi Inaba
- Takahiro Matsumoto